# Малайзія на зимових Олімпійських іграх 2022
Малайзія взяла участь у зимових Олімпійських іграх 2022, що тривали з 4 до 20 лютого в Пекіні (Китай).
Збірна Малайзії складалася з двох гірськолижників (по одному кожної статі). Вперше на зимових Олімпіадах за країну виступала жінка.
Джеффрі Вебб і Арувін Салеххуддін як єдині представники своєї країни несли її прапор на церемонії відкриття.

## Спортсмени
Кількість спортсменів, що взяли участь в Іграх, за видами спорту.
| Вид спорту          | Чоловіки | Жінки | Загалом |
| ------------------- | -------- | ----- | ------- |
| Гірськолижний спорт | 1        | 1     | 2       |
| Загалом             | 1        | 1     | 2       |

## Гірськолижний спорт
Від Малайзії на ігри кваліфікувалися один гірськолижник і одна гірськолижниця, що відповідали базовому кваліфікаційному критерію.
| Спортсмен          | Дисципліна                 | 1-й спуск | 1-й спуск | 2-й спуск    | 2-й спуск    | Сума         | Сума         |
| Спортсмен          | Дисципліна                 | Час       | Місце     | Час          | Місце        | Час          | Місце        |
| ------------------ | -------------------------- | --------- | --------- | ------------ | ------------ | ------------ | ------------ |
| Джеффрі Вебб       | Слалом (чоловіки)          | НФ        | НФ        | Не потрапив  | Не потрапив  | Не потрапив  | Не потрапив  |
| Арувін Салеххуддін | Гігантський слалом (жінки) | 1:06.13   | 46        | 1:06.15      | 38           | 2:12.28      | 38           |
| Арувін Салеххуддін | Слалом (жінки)             | НФ        | НФ        | Не потрапила | Не потрапила | Не потрапила | Не потрапила |